# قرع الحية
قرع الحية (الاسم العلمي: Trichosanthes) (بالإنجليزية: Snake Gourd)‏ هو جنس من النباتات يتبع الفصيلة القرعية من رتبة القرعيات.

## أنواع قرع الحية
- قرع الحية الأقطع
- قرع الحية الخياري
- قرع الحية الدونياني
- قرع الحية الشعري
- قرع الحية القلبي
- قرع الحية الكريلوي
- قرع الحية الواليشياني
- قرع الحية الوبري
- قرع الحية أحمر الأزهار
- قرع الحية ثلاثي الأوراق
- قرع الحية ثلاثي الشرفات
- قرع الحية ثنائي المسكن
- قرع الحية حريري الأوراق
- قرع الحية خماسي الأضلاع
- قرع الحية شبكي العروق
- قرع الحية شبه مخملي
- قرع الحية شبه وردي
- قرع الحية طويل البذور
- قرع الحية عديم الحواف
- قرع الحية فشاغي الأوراق
- قرع الحية متجانس الأوراق
- قرع الحية مسنن البذور
- قرع الحية مسنن الحوافي
- قرع الحية مشقوق القنابات
- قرع الحية مفلوق القنابات
- قرع الحية خماسي الأوراق
- قرع الحية خماسي الأوراق
- قرع الحية مربع البذور